# Colonomyces appendiculatus
Colonomyces appendiculatus — вид грибів, що належить до монотипового роду Colonomyces.